# Megachile nigra
Megachile nigra är en biart som beskrevs av Schulten 1977. Megachile nigra ingår i släktet tapetserarbin, och familjen buksamlarbin. Inga underarter finns listade i Catalogue of Life.